# 2020년 일본 프로 야구 올스타전
2020년 일본 프로 야구 올스타전은 2020년 7월에 열릴 예정이었던 일본 프로 야구의 올스타전 경기이다.

## 개요
당초에는 7월 19일과 20일에 개최할 예정이었으나 코로나19 감염 확산의 영향으로 프로 야구 공식전 개막이 대폭 연기됨에 따라 5월 11일에 NPB 12구단 대표자 회의(온라인 회의에 의한 임시 회의)에서 올스타전 개최를 취소하기로 결정했다.

### 야구 전당 헌액식 관련
1차전에서 열릴 예정이었던 야구 전당 헌액식은 아래의 장소가 변경되면서 열리게 됐다.
- 다부치 고이치 : 8월 18일에 도쿄 돔 호텔에서 거행됨.[2] 또한 2023년 5월 30일 세이부 돔(베루나 돔)에서 열린 사이타마 세이부 라이온스 대 한신 타이거스전 경기 시작 전에 관련 행사를 개최
- 마에다 유키치, 이시이 렌조 : 8월 15일의 도쿄 6대학 야구 춘계 리그전·게이오기주쿠 대학 대 와세다 대학의 경기 개시 전에 거행됨[3]

## 개최 예정일
- 1차전 : 7월 19일

후쿠오카 PayPay 돔(주관 구단: 후쿠오카 소프트뱅크 호크스, 2016년 1차전 이후 4년 만에 5번째)
- 2차전 : 7월 20일

나고야 돔(주관 구단: 주니치 드래건스, 2017년 1차전 이후 3년 만에 5번째)
두 경기장 모두 이듬해에는 적용되지 않았고 1차전으로 예정돼 있던 후쿠오카 PayPay 돔은 2년 후 마이나비 올스타 게임 2022의 1차전으로 개최됐다. 2차전으로 예정돼 있던 나고야 돔(2021년부터 코와 컴퍼니가 명명권을 취득하여 ‘반테린 돔 나고야’로 변경)은 3년 후인 마이나비 올스타 게임 2023의 1차전으로 대체해서 개최됐다.

## 대체 기획
올스타전 취소가 결정된 것이 시즌 개막을 앞둔 상황이라 예년 시즌 전반기 기간에 실시되는 팬 투표도 없었으나 NPB와 코나미가 공동 개최하는 ‘eBASEBALL 프로리그’의 엑시비션 매치인 ‘eBASEBALL 프로리그 e올스타 2020’에서 사용할 선수의 팬 투표가 실시됐다.
또한 NPB와는 별도로 야후! 재팬이 운영하는 스포츠 사이트 ‘스포츠 나비’가 독자적인 팬 투표 기획을 실시했다.

### e올스타 2020
‘eBASEBALL 프로리그’ 2020 시즌 엑시비션 매치로서 ‘eBASEBALL 프로리그’구단 대표 선수 프로플레이어가 센트럴·퍼시픽으로 나뉜 eBASEBALL 파워풀 프로 야구 2020에서 대전하는 이벤트로, 게임 안에서 사용할 선수를 선정하기 위한 팬 투표가 9월 1일~15일에 이뤄졌다. 팬 투표에 더해 센트럴 리그 감독 마나카 미쓰루와 퍼시픽 리그 감독 G. G. 사토에 의한 추천 범위, 팬 투표 선출 이외의 선수로부터 각 리그에서 한 명씩을 추가로 선출하는 ‘플러스 원 투표’로 선출된 선수가 게임 안에서 사용됐다. 팬 투표로 선택된 선수에게는 NPB와 코나미에 의한 기념패가 주어졌다.
| 범례 - 굵은 글씨 : 팬 투표에 의한 출장 - ☆ : 플러스 원 투표에 의한 출장 - 그 외에는 감독 추천에 의한 출장 |

| 센트럴 리그 | 센트럴 리그              | 센트럴 리그 |
| ----------- | ------------------------ | ----------- |
| 감독        | 마나카 미쓰루            |             |
| 플레이어    | 다테노 히로키(티노)      | 요미우리    |
| 플레이어    | 오카와 야스히로(BOW카와) | 야쿠르트    |
| 선발 투수   | 스가노 도모유키          | 요미우리    |
| 중간 계투   | 다카나시 유헤이          | 요미우리    |
| 마무리 투수 | 후지카와 규지            | 한신        |
| 투수        | 오노 유다이              | 주니치      |
| 투수        | 오가와 야스히로          | 야쿠르트    |
| 포수        | 우메노 류타로            | 한신        |
| 포수        | A. 마르티네즈☆           | 주니치      |
| 1루수       | D. 비시에도              | 주니치      |
| 2루수       | 야마다 데쓰토            | 야쿠르트    |
| 3루수       | 오카모토 가즈마          | 요미우리    |
| 유격수      | 사카모토 하야토          | 요미우리    |
| 내야수      | 마쓰야마 류헤이          | 히로시마    |
| 내야수      | 무라카미 무네타카        | 야쿠르트    |
| 외야수      | 스즈키 세이야            | 히로시마    |
| 외야수      | 마루 요시히로            | 요미우리    |
| 외야수      | 아오키 노리치카          | 야쿠르트    |
| 외야수      | 사노 게이타              | DeNA        |
| 외야수      | J. 샌즈                  | 한신        |
| 외야수      | 가지타니 다카유키        | DeNA        |

| 퍼시픽 리그 | 퍼시픽 리그             | 퍼시픽 리그 |
| ----------- | ----------------------- | ----------- |
| 감독        | G. G. 사토              |             |
| 플레이어    | 시모야마 요시야(순스케) | 지바 롯데   |
| 플레이어    | 미와 다카후미(네오)     | 라쿠텐      |
| 선발 투수   | 야마모토 요시노부       | 오릭스      |
| 중간 계투   | 미야니시 나오키         | 닛폰햄      |
| 마무리 투수 | 모리 유이토             | 소프트뱅크  |
| 투수        | 와쿠이 히데아키         | 라쿠텐      |
| 투수        | 마스다 나오야           | 지바 롯데   |
| 투수        | 센가 고다이☆            | 소프트뱅크  |
| 포수        | 모리 도모야             | 세이부      |
| 1루수       | 나카타 쇼               | 닛폰햄      |
| 2루수       | 아사무라 히데토         | 라쿠텐      |
| 3루수       | 마쓰다 노부히로         | 소프트뱅크  |
| 유격수      | 겐다 소스케             | 세이부      |
| 내야수      | 스즈키 다이치           | 라쿠텐      |
| 내야수      | 모기 에이고로           | 라쿠텐      |
| 외야수      | 야나기타 유키           | 소프트뱅크  |
| 외야수      | 요시다 마사타카         | 오릭스      |
| 외야수      | 오타 다이시             | 닛폰햄      |
| 외야수      | L. 마르틴               | 지바 롯데   |
| 외야수      | 구리야마 다쿠미         | 세이부      |
| 지명타자    | W. 발렌틴               | 소프트뱅크  |

#### 경기 결과
| 팀 | 1 | 2 | 3 | 4 | 5 | 6 | 7 | 8 | 9 | R | H | E |
| 센트럴 리그 | 0 | 0 | 0 | 1 | 0 | 3 | 0 | 0 | 0 | 4 | 8 | 0 |
| 퍼시픽 리그 | 0 | 0 | 0 | 0 | 0 | 0 | 1 | 1 | 1 | 3 | 6 | 0 |
| 승리 투수: 오가와 야스히로 패전 투수: 야마모토 요시노부 세이브: 후지카와 규지 홈런: 센트럴 – J. 샌즈(6회 2점) 퍼시픽 – 나카타 쇼(7회 1점, 9회 1점), 모기 에이고로(8회 1점) |   |   |   |   |   |   |   |   |   |   |   |   |

### 스포츠 나비
스포츠 나비는 ‘모두 함께 선택한다! 프로 야구 올스타 2020’(みんなで選ぶ！プロ野球オールスター2020)이라는 제목으로 시즌 개막 직후인 7월 10일부터 17일까지 ‘만약 올스타전이 개최된다면 팬들은 도대체 누구를 뽑을 것인가?’라는 관점에서 팬투표 기획을 했다. 선출된 선수는 다음과 같다.
| 범례 - ☆ : 플러스 원 투표에 의한 선출 |

| 센트럴 리그 | 센트럴 리그       | 센트럴 리그 |
| ----------- | ----------------- | ----------- |
| 감독        | 하라 다쓰노리     | 요미우리    |
| 코치        | A. 라미레스       | DeNA        |
| 코치        | 야노 아키히로     | 한신        |
| 선발 투수   | 스가노 도모유키   | 요미우리    |
| 중간 계투   | 나카가와 고타     | 요미우리    |
| 마무리 투수 | 야마사키 야스아키 | DeNA        |
| 포수        | 우메노 류타로     | 한신        |
| 1루수       | 무라카미 무네타카 | 야쿠르트    |
| 2루수       | 야마다 데쓰토     | 야쿠르트    |
| 3루수       | 오카모토 가즈마   | 요미우리    |
| 유격수      | 사카모토 하야토   | 요미우리    |
| 내야수      | 오야마 유스케☆    | 한신        |
| 외야수      | 스즈키 세이야     | 히로시마    |
| 외야수      | 지카모토 고지     | 한신        |
| 외야수      | 아오키 노리치카   | 야쿠르트    |

| 퍼시픽 리그 | 퍼시픽 리그       | 퍼시픽 리그 |
| ----------- | ----------------- | ----------- |
| 감독        | 쓰지 하쓰히코     | 세이부      |
| 코치        | 구도 기미야스     | 소프트뱅크  |
| 코치        | 미키 하지메       | 라쿠텐      |
| 선발 투수   | 야마모토 요시노부 | 오릭스      |
| 중간 계투   | L. 모이넬로       | 소프트뱅크  |
| 마무리 투수 | 모리 유이토       | 소프트뱅크  |
| 투수        | 사사키 로키☆      | 지바 롯데   |
| 포수        | 모리 도모야       | 세이부      |
| 1루수       | 야마카와 호타카   | 세이부      |
| 2루수       | 아사무라 히데토   | 라쿠텐      |
| 3루수       | 스즈키 다이치     | 라쿠텐      |
| 유격수      | 겐다 소스케       | 세이부      |
| 외야수      | 야나기타 유키     | 소프트뱅크  |
| 외야수      | 요시다 마사타카   | 오릭스      |
| 외야수      | 오기노 다카시     | 지바 롯데   |
| 지명타자    | W. 발렌틴         | 소프트뱅크  |

## TV 중계
1차전·2차전 모두 TV 아사히 계열인 BS아사히에 생중계를 실시할 예정이었다.

## 주해
1. ↑  센트럴 리그는 마나카 미쓰루, 퍼시픽 리그는 G. G. 사토가 담당